# Карзов, Владимир Герасимович
Владимир Герасимович Карзов — советский судостроитель.

## Биография
Родился в 1929 году в Ярославле. Член КПСС.
Окончил Ярославский механический техникум швейной промышленности, трехгодичные курсы Высшей школы профсоюзов.
Военнослужащий Военно-морского флота.
В 1954—1959 гг. — главный технолог, в 1959—1969 гг. — главный инженер, в 1969—1972 гг. — директор Гатчинского завода «Буревестник» Министерства судостроительной промышленности СССР.
В 1972—1974 гг. — директор Пролетарского завода Министерства судостроительной промышленности СССР в городе Ленинграде.
В 1974—1983 гг. — генеральный директор судостроительного производственного объединения «Знамя Октября» Министерства судостроительной промышленности СССР.
В 1983—1991 гг. — заместитель министра судостроительной промышленности СССР.
Заслуженный машиностроитель РСФСР.
В 1991—2003 гг. — главный специалист во внешнеэкономическом предприятии «Судоэкспорт».
Умер в 2003 году в Москве.

## Награды
- Орден Ленина
- Орден Трудового Красного Знамени